# 沈从文墓
沈从文墓位于沈从文的家乡湖南省湘西州凤凰县古城东郊南华山东北麓听涛山中。

## 历史
沈从文于1988年5月10日因心脏病突发在北京的家中去世，骨灰一直摆放在家中。1992年沈从文的骨灰运至凤凰，一半撒于沱江，一半葬于该墓中。坟墓的墓碑是一块直接从南华山上采下来的玛瑙石，高2.8米，宽1.9米，厚0.9米，重约6吨。墓碑正面上的铭文,是由沈从文遗孀张兆和从沈从文的遗作《抽象的抒情》中选出的一句：
|  | 照我思索，能理解‘我’； 照我思索，可认识‘人’ |

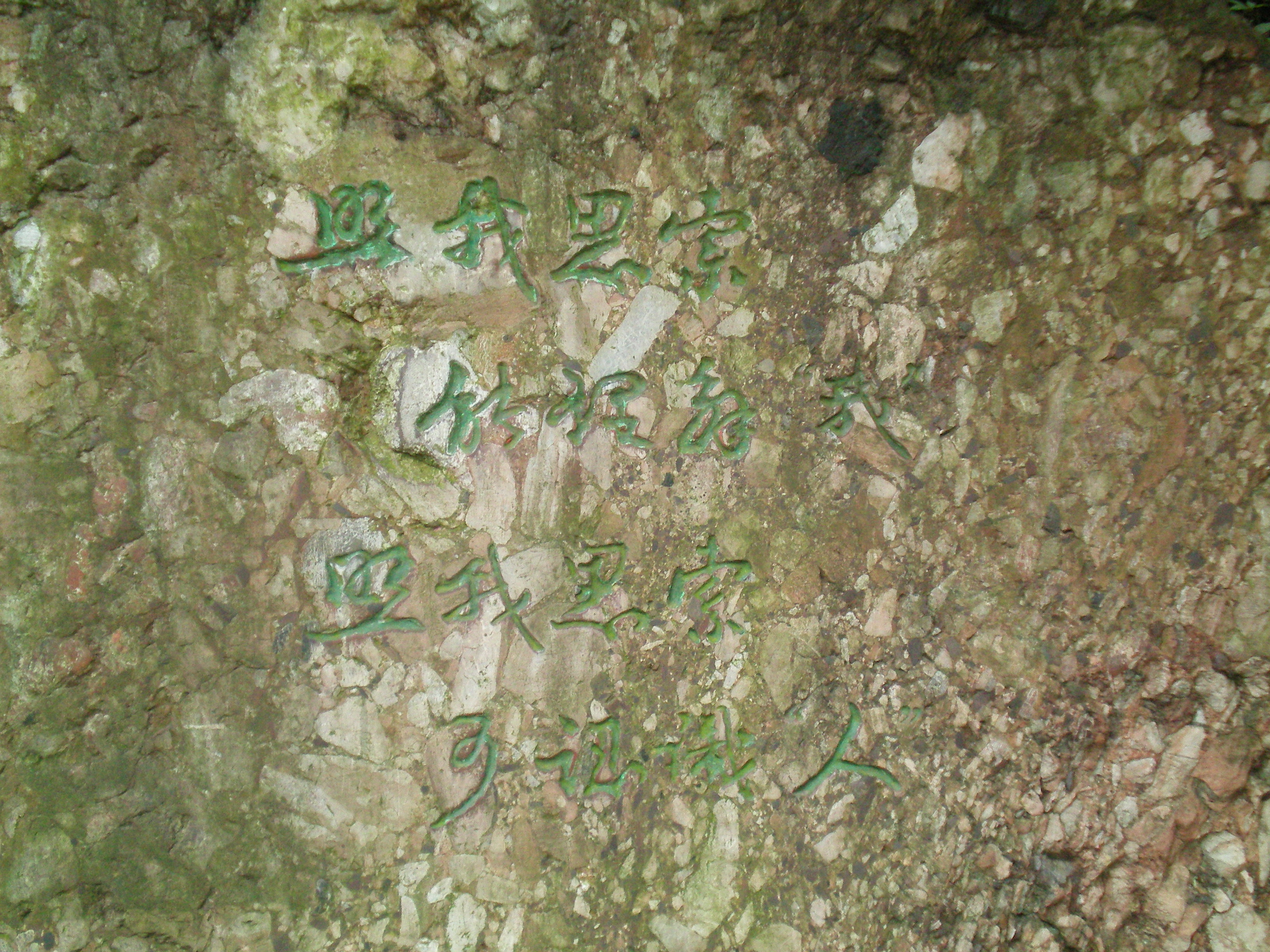
沈从文墓杯正面的墓志铭，字体是沈从文的亲笔手迹。

墓碑后则镌刻着张兆和的妹妹美国耶鲁大学教授张充和女士从美国寄来的挽联：
|  | 不折不从，亦慈亦让； 星斗其文，赤子其人。 |

前后两面的碑文均由中央工艺美术学院著名雕塑家刘焕章教授按照沈从文和张充和两人手迹所镌刻。
墓碑对面的坡下，立有一块水泥板，上面刻有沈从文表侄黄永玉夫妻的悼文：
|  | 一个士兵要不战死沙场，便是回到故乡 |

2003年，沈从文的遗孀张兆和去世。张兆和的骨灰于2007年5月18日移葬于此。
2006年，沈从文墓被列入为湖南省重点文物保护单位。